# Филдмен, Хенри
Хенри Филдмен (англ. Henry Fieldman; род. 25 ноября 1988, Лондон) — британский рулевой в академической гребле. Призёр Олимпийских игр 2020 и 2024 года. Первый спортсмен, завоевавший олимпийскую медаль как в мужских, так и в женских соревнованиях.

## Биография
Родился на западе Лондона в районе Хаммерсмит. Рос в Барнсе, расположенном рядом с рекой Темзой. Занимался академической греблей в старшей школе Латимер в Хаммерсмите под руководством тренера Дона Маклахлана, а затем Бобби Тэтчера. В конце обучения он получил возможность представлять Великобританию на международном уровне и завоевал два золота на турнире Coupe de la Jeunesse.
После окончания школы учился в Имперском колледже, изучая биологию. Позднее получил степень магистра по психологии и педагогике в Кембриджском университете.
С 2014 года — член взрослой национальной сборной Великобритании. Филдмен участвовал в чемпионате мира 2014 года в Амстердаме (Нидерланды), где выиграл серебряную медаль в двойке с рулевым вместе с Аланом Синклером и Скоттом Дюрантом. В следующем году на чемпионате мира по гребле 2015 года на озере Эгбелет во Франции показал первый результат в двойке с рулевым в составе Натаниэля Рейли-О’Доннелла и Мэтью Тарранта.
В 2016 году завоевал ещё одну золотую медаль на чемпионате мира по гребле 2016 года в Роттердаме (Нидерланды) в двойке с рулевым в составе Оливера Кука и Каллума МакБрайерти.
Бронзовой медали британец удостоился и на чемпионате мира по гребле 2018 года в Пловдиве (Болгария) в составе восьмёрки с Джеймсом Радкиным, Аланом Синклером, Томом Рэнсли, Томасом Джорджем, Мо Сбихи, Оливером Уинн-Гриффитом, Мэтью Таррантом и Уиллом Сэтчем. В следующем году он принёс ещё одну бронзовую медаль стране на чемпионате мира по гребле 2019 года в Оттенсхайме (Австрия) в составе восьмерки с Томасом Джорджем, Джеймсом Радкиным, Джошем Бугайски, Мо Сбихи, Джейкобом Доусоном, Оливером Уинн-Гриффитом, Мэтью Таррантоми Томасом Фордом.
На Олимпийских играх 2020 в Токио завоевал бронзовую медаль в качестве рулевого мужской восьмерки. В 2021 году выиграл европейское золото в составе восьмерки в Варезе (Италия). Обладатель Кубка Большого Вызова 2022 года (главное соревнование на Королевской регате в Хенли), выступая в качестве рулевого за клуб Leander.
Накануне Олимпийских игр 2024 года Филдмен в качестве рулевого решил присоединиться к женской восьмёрке, поскольку ещё в 2017 году Международная федерация гребного спорта разрешила быть рулевым в гребле представителям любого пола. Вместе с командой он прошёл квалификацию на Олимпиаду в Париже, заняв четвёртое место на чемпионате мира 2023 года. В финале Олимпийских игр британская женская команда завоевала бронзовую медаль, а рулевой Филдмен стал первым человеком в истории, завоевавшим олимпийскую медаль как в мужских, так и в женских соревнованиях.